# BLMRA 12 Hour
Das BLMRA 12 Hour ist ein Langstreckenrennen für Rennrasenmäher. Das von der British Lawn Mowers Racing Association veranstaltete Rennen findet seit 1978 jährlich im britischen Pulborough statt. Gewinner waren unter anderem Stirling Moss und der zweifache Gewinner Derek Bell.
Das Rennen zieht regelmäßig Prominente der Motorsportszene an: So nahmen bereits Murray Walker, Alan deCadenet, der Ferrari-F1-Konstrukteur John Barnard, Phil Tuffnell, Jason Gillespie, Chris Evans, Guy Martin, Karl Harris und John Hindhaugh teil. Der Schauspieler Oliver Reed stellte jedes Jahr ein Team. Im Jahr 2008 nahmen beispielsweise 56 Teams in vier Wettkampfklassen teil, der Sieger legte in den 12 Stunden eine Distanz von 329 Meilen zurück. Im Guinness-Buch der Rekorde steht das Rennen mit dem schnellsten Rasenmäher über eine bestimmte Strecke, ebenso wie mit der weitesten Distanz, die ein Rasenmäher in 12 Stunden zurücklegte. Die Rennrasenmäher erreichen dabei Geschwindigkeiten von 80 km/h.
Die Rennen beginnen mit einem Le-Mans-Start. 2008 lief das Rennen von acht Uhr abends bis acht Uhr morgens. 2009 wurde das Rennen aufgrund schlechten Wetters ganz abgebrochen, 2010 aufgrund der Finanzkrise auf vier Stunden verkürzt, da sich aufgrund der knappen Finanzlage nur 21 Teams angemeldet hatten.